# Иокогамский муниципальный трамвайный музей
Иокогамский муниципальный трамвайный музей (яп. 横浜市電保存館)— музей, посвященный иокогамскому трамваю, функционировавшему с 1904 по 1972 год. Музей, открывшися в 1973 году, занимает часть бывшего трамвайного депо (большая часть депо после закрытия трамвайного движения была переоборудована в автобусный парк).

## Коллекция
Коллекция музея включает семь трамвайных вагонов
- № 523, тип 500, 1928 года постройки
- № 1007, тип 1000, 1928 года постройки
- № 1104, тип 1100, 1936 года постройки
- № 1311, тип 1300, 1947 года постройки
- № 1510, тип 1500, 1951 года постройки
- № 1601, тип 1600, 1957 года постройки
- №Ka10, служебный трамвай 1948 года постройки

Также в музее можно увидеть коллекцию железнодорожных моделей разных масштабов (O, HO, N)